# Kiowa
Kiowa (ˈkaɪ.əwə, -wɑː, -weɪ KY-ə-wə, -wah) ali Cáuigú (kiokɔ́jɡʷú), (slovensko tudi Kajova) so pleme ameriških staroselcev in avtohtono ljudstvo Velikih planjav Združenih držav Amerike. V 17. in 18. stoletju so se selili proti jugu iz zahodne Montane v Skalno gorovje v Koloradu in sčasoma v začetku 19. stoletja v Južne planjave. Leta 1867 so bili Kiowa preseljeni v rezervat v jugozahodni Oklahomi.
Danes so zvezno priznani kot Indijansko pleme Kiowa iz Oklahome s sedežem v Carnegieju v Oklahomi. Od leta 2011 je bilo 12.000 pripadnikov plemena.
Jezik Kiowa (Cáuijògà), del družine tano jezikov, je v nevarnosti izumrtja, saj je imel leta 2012 le 20 govorcev. Od leta 2024 imajo Kiowa oddelek za jezik Kiowa. Univerza v Tulsi, Univerza v Oklahomi v Normanu in Univerza za znanost in umetnost Oklahome v Chickashi ponujajo tečaje jezika Kiowa.
V začetku 18. stoletja so Kiowa Apači živeli okoli zgornjega toka reke Missouri in vzdrževali tesne stike s Kiowa. Bili so etnično različni in so govorili različne jezike. Zavezniški narodi so komunicirali z uporabo znakovnega jezika prerijskih Indijancev in se med seboj spremljali pri selitvi v Južne planjave.

## Ime
V jeziku Kiowa se Kiowa imenujejo [kɔ́j–gʷú], različno zapisano kot Cáuigú, Ka'igwu, Gáuigú ali Gaigwu, večinoma z domnevnim pomenom "Glavni ljudje". Prvi del imena je element [kɔ́j] (zapisan Kae-, Cáui-, Gáui- ali Gai-), kar preprosto pomeni 'Kiowa'. Njegov izvor je izgubljen. Drugi element -gua/gú [–gʷú] (ali [–gʷúɔ̯] v starejšem jeziku Kiowa) je množinski označevalec.
Starodavna imena plemena so bila Kútjàu ali Kwu-da [kʰʷút–tɔ̀] ("nastajajoči" ali "hitro prihajajoči") in Tep-da [tʰép+dɔ̀ː], kar se nanaša na plemensko izvorno pripoved o stvarniku, ki vleče ljudi iz votlega hloda, dokler se noseča ženska ni zataknila. Kasneje, sami so se imenovali Kom-pa-bianta (Kòmfàubî̱dàu) [kòmpɔ̀+bį̂ː–dɔ̀] (tipi flap+big–plural) za "ljudi z velikimi tipi zaklopkami za dim", preden so srečali plemena Južnih ravnic ali preden so srečali belce.(str.152–153)
V angleščini se Kiowa izgovarja KI-o-wa /ˈkaɪ.oʊ.wə/, KI-o-wə /ˈki.oʊ.wə/ se šteje za nepravilno. Angleško ime izhaja iz načina, kako bi Komanci rekli /kɔ́j–gʷú/ v svojem jeziku. Nekateri starejši Kiowe bodo rekli Kiowa kot KI-wah /ˈkaɪ.wɑː/.
V znakovnem jeziku prerijskih Indijancev se Kiowa izraža tako, da se dva ravna prsta držita blizu spodnjega zunanjega roba desnega očesa in se ta prsta premikata nazaj mimo ušesa. To je ustrezalo starodavni frizuri Kiowov, ki je bila postrižena vodoravno od spodnjega zunanjega roba oči do zadnjega dela ušes. To je bil praktičen način, da se njihovi lasje niso zapletli med streljanjem puščice z lokostrela. George Catlin je slikal kiowske bojevnike s to frizuro.

## Jezik
Jezik Kiowa je član jezikovne družine Kiowa-Tano. Povezavo je prvi predlagal jezikoslovec Smithsoniana John P. Harrington leta 1910, dokončno pa jo je potrdil Kenneth L. Hale leta 1967. Parker McKenzie, rojen leta 1897, je bil priznan strokovnjak za jezik Kiowa, angleščino se je naučil šele, ko je začel obiskovati šolo. Sodeloval je z Johnom P. Harringtonom, ki ga je priznal kot prvega avtorja skupno objavljenega dela v času, ko so bili domorodni svetovalci redko priznani. Kasneje je sodeloval tudi z Laurel Watkins pri jeziku Kiowa. Razpravljal je o etimologiji besed in vpogledih v to, kako se je jezik Kiowa spreminjal, da bi vključil nove predmete materialne kulture. McKenziejeva pisma o izgovorjavi in slovnici jezika Kiowa so v Nacionalnem antropološkem arhivu.
Kiowa /ˈkaɪ.əwə/ ali Cáuijṑ̱gà / [Gáui[dò̱:gyà ("jezik Cáuigù (Kiowa)") je tano jezik, ki ga govorijo ljudje Kiowa, predvsem v okrožjih Caddo, Kiowa in Comanche.
Poleg tega so bili Kiowa eden izmed številnih narodov po ZDA, Kanadi in Mehiki, ki so govorili znakovni jezik prerijskih Indijancev. Prvotno trgovski jezik je postal samostojen jezik, ki je ostal v uporabi po vsej Severni Ameriki.

## Vlada
Indijansko pleme Kiowa iz Oklahome ima sedež v Carnegie, Oklahoma. Njihovo plemensko jurisdikcijsko območje vključuje okrožja Caddo, Comanche, Cotton, Jackson, Kiowa, Tillman, Greer in Harmon. Za vpis v pleme je potrebna minimalna krvna količina ¼ kiowaškega porekla.
Od leta 2022 je predsednik plemena Kiowa Lawrence SpottedBird, podpredsednik pa Jacob Tsotigh.

## Gospodarski razvoj
Pleme Kiowa izdaja lastne registrske tablice za vozila. Od leta 2011 ima pleme eno trafiko, restavracije Morningstar Steakhouse and Grill, Morningstar Buffet, The Winner's Circle v Devolu v Oklahomi in Kiowa Bingo blizu Carnegieja v Oklahomi.
Pleme ima tri igralnice: Kiowa Casino v Carnegieju, v Verdnu in Kiowa Casino and Hotel Red River v Devolu (približno 20 minut severno od Wichita Fallsa v Teksasu).

## Kultura
Družba Kiowa, prvotno iz Severnih ravnic in kasneje preseljena v Južne ravnice, sledi bilateralnemu poreklu, kjer sta pomembni tako materinska kot očetovska linija. Nimajo klanov, ampak imajo kompleksen sistem, ki temelji na sorodstvu in združbe, ki temeljijo na starosti in spolu.
Tipiji, stožčaste koče iz kože ali kasneje platna, so zagotavljali lahko in prenosno bivališče. Lovili so in nabirali divjo hrano ter trgovali s sosednjimi kmetijskimi plemeni za pridelke. Kiowa so se sezonsko selili z ameriškim bizonom, ker je bil njihov glavni vir hrane. Lovili so tudi antilope, jelene, purane in drugo divjad. Ženske so nabirale različne divje jagode in sadje ter jih predelovale s pripravljenim mesom za izdelavo pemmikana. Pse so uporabljali za vleko travoisov in surove kože parfleche, ki so vsebovale opremo za kampiranje za kratke selitve. Kiowa so ponavadi ostajali na območjih dlje časa.
Ko so po pridobitvi konj iz španskih rančerij južno od Rio Grande sprejeli konjsko kulturo, so Kiowa revolucionirali svoj način življenja. Imeli so veliko večja območja za sezonski lov, konji pa so lahko prenašali del njihove opreme za kampiranje. Kiowa in [[Kiowa Apači] so si ustvarili domovino v Južnih ravnicah, ob reki Arkansas v jugovzhodnem Koloradu in zahodnem Kansasu ter porečju reke Red River v teksaškem Panhandleu in zahodni Oklahomi.
Kiowa uporabljajo "Plantago virginica" za izdelavo vencev, ki jih stari moški nosijo okoli glave med obrednimi plesi kot simbol zdravja.

### Hrana
Kiowa so imeli zgodovinsko nomadsko družbo lovcev in nabiralcev. Delili so podobno kuhinjo s sosednjimi plemeni prerij, kot so bili Komanči. Najpomembnejši vir hrane za Kiowe in druga plemena prerij je bil ameriški bizon ali bivol. Pred uvedbo konj so plemena prerij lovila bizone peš. Lov je zahteval, da se lovec čim bolj približa tarči, preden strelja s puščicami ali uporabi dolgo sulico. Občasno so nosili kože volkov ali kojotov, da bi prikrili svoj pristop k čredam bizonov.
Lov na bizone je postal veliko lažji, ko so Kiowa pridobili konje. Bizone so lovili na konjih, moški pa so uporabljali loke in puščice, da so jih ubili, ter dolge sulice, da so prebodli srca živali. Ženske so pripravljale bizonsko meso na različne načine: pečeno, kuhano in posušeno. Posušeno meso so pripravile v pemikan, za preživetje, ko so se ljudje premikali. Pemikan se pripravi tako, da se posušeno pusto meso zmelje v prah, nato pa se zmeša skoraj enaka teža stopljene maščobe ali loja in včasih jagodičja. Pemikan so oblikovali v ploščice in ga hranili v vrečkah, dokler ni bil pripravljen za uživanje. Kiowa so včasih jedli nekatere dele bizona surove. Druge lovljene živali so vključevale jelene, lose, antilope viliroge, divje mustange, divje purane in medvede. V časih pomanjkanja divjadi so Kiowa jedli majhne živali, kot so kuščarji, vodne ptice, skunki, kače in pasavci. V težkih časih so napadali ranče za Teksas Longhorn govedo in konje za hrano. Pridobili so tudi konje za potovanje, lov in boj proti svojim sovražnikom.
V družbi Kiowa so večino lova opravljali moški. Ženske so bile odgovorne za nabiranje divjih užitnih rastlin, kot so jagodičje, gomolji, semena, oreščki, zelenjava in divje sadje, vendar so se lahko odločile za lov, če so želele. Rastline, pomembne za kuhinjo Kiowa, vključujejo pekane, opuncije, murve, ameriški kaki, želod, slive in divjo čebulo. Pridobili so gojene rastline, kot so koruza in buča, z trgovanjem in napadanjem različnih indijanskih ljudstev, kot so Pawnee, ki so živeli na zahodnem robu velikih prerij. Preden so od Evropejcev pridobili kovinske lonce, so Kiowa kuhali kuhano meso in zelenjavo tako, da so jamo v zemlji obložili z živalskimi kožami, jo napolnili z vodo in dodali ogrevane kamne.

### Prevoz in bivališča
Glavna oblika zavetja, ki so jo uporabljali Kiowa, je bil tipi ali kožna koča. Tipiji so bili izdelani iz bizonskih kož, oblikovanih in sešitih skupaj v stožčasto obliko. Leseni drogovi, imenovani šotorski drogovi, dolgi od 3 do 8 metrov  so bili uporabljeni kot opora za šotor. Šotorski drogovi so bili nabrani iz rdečega brina in borovca. Tipiji so imeli vsaj eno vhodno loputo. Dimne lopute so bile nameščene na vrhu, da je dim lahko uhajal iz ognjišča v notranjosti. Tla tipija so bila obložena z živalskimi kožami in krznom za toploto in udobje. Tipiji so zasnovani tako, da so pozimi topli in poleti hladni. Tipije je bilo enostavno podreti in jih je bilo mogoče postaviti v nekaj minutah, zaradi česar so bili optimalna struktura za nomadske ljudi, kot so Kiowa in drugi indijanski narodi na ravnicah. Drogovi tipija so bili uporabljeni za izdelavo travoisa med potovanji. Slikarije na koži so pogosto krasile zunanjost in notranjost tipijev, pri čemer so imeli določeni vzorci poseben pomen.
Pred uvedbo konja v Severno Ameriko so Kiowa in drugi narodi na ravnicah uporabljali domače pse za prenašanje in vlečenje svojih stvari. Tipiji in stvari, pa tudi majhni otroci, so bili prenašani na travoisih, okvirnih strukturah, ki so uporabljale drogove tipija in so jih vlekli psi, kasneje pa konji.
Uvedba konja v družbo Kiowa je revolucionirala njihov način življenja. Konje so pridobili z napadi na ranče južno od reke Rio Grande v Mehiki, pa tudi z napadi na druge indijanske narode, ki so že imeli konje, kot so Navajo in različni ljudje Pueblo. S konjem so lahko prenašali večje tovore, lovili več divjadi na širšem območju in lažje, ter potovali dlje in dlje. Kiowa so postali močni in spretni konjeniški bojevniki, ki so izvajali dolge napade proti sovražnikom. Kiowa so veljali za ene najboljših konjenikov na ravnicah. Bogastvo moškega se je merilo predvsem z velikostjo njegove črede konj, pri čemer so imeli posebej bogati posamezniki črede, ki so štele na stotine. Konji so bili tarča ujetja med napadi. Kiowa so menili, da je čast krasti konje sovražnikom in takšni napadi so pogosto služili kot obred prehoda za mlade bojevnike. Svoje konje so krasili s telesno barvo od vrača za ritualne in duhovne namene, kot so sreča in zaščita med bitko. Konji Kiowa so bili pogosto okrašeni tudi z okrašenimi maskami (včasih z bizonskimi rogovi, pritrjenimi ob straneh) in perjem v grivah. Mule in osli so bili prav tako uporabljeni kot prevozno sredstvo in bogastvo; vendar niso bili tako cenjeni.

### Sociopolitična organizacija
Kiowa so imeli dobro strukturirano plemensko vlado, kot večina plemen na severnih ravnicah. Imeli so letno zbiranje ob Sončnem plesu in izvoljenega poglavarja, ki je veljal za simbolnega vodjo celotnega naroda. Bojevniške družbe in verske družbe so bile pomembne za družbo Kiowa in so opravljale specifične vloge. Poglavarji so bili izbrani na podlagi poguma in hrabrosti, pokazane v bitki, pa tudi inteligence, velikodušnosti, izkušenj, komunikacijskih veščin in prijaznosti do drugih. Kiowa so verjeli, da je mlad neustrašen bojevnik ideal. Celotno pleme je bilo strukturirano okoli tega posameznika. Bojevnik je bil ideal, h kateremu so stremeli mladi moški. Zaradi teh dejavnikov je bil Kiowa izjemno pomemben v zgodovini južnih ravnic.
Ženske so pridobile ugled z dosežki svojih mož, sinov in očetov ali z lastnimi dosežki v umetnosti. Ženske Kiowa so strojile, šivale kožo, slikale geometrijske vzorce na usnje in kasneje okraševale s perlicami in bodicami. Kiowa ženske so skrbele za tabor, medtem ko so bili moški odsotni. Zbirali so in pripravljali hrano za zimske mesece ter sodelovali pri ključnih obrednih dogodkih. Moški Kiowa so živeli v družinah razširjenih družin svojih žena. Lokalne skupine (jōfàujōgáu ali jōdáu) so vodili jōfàujōqì, ki so se združile v skupino (topadoga). Te skupine je vodil poglavar, Topadok'i ('glavni poglavar').
Kiowa so imeli dve politični podskupini (zlasti glede na njihov odnos z Komanči):
- To-kinah-yup ali Thóqàhyòp /Thóqàhyòi ("Severnjaki", dobesedno 'Moški mraza' ali 'Hladni ljudje', 'severni Kiowa', so živeli ob reki Arkansas in meji s Kansasom, sestavljali so številčnejše severne skupine)

- Sálqáhyóp ali Sálqáhyói ("Južnjaki", dobesedno 'Vroči ljudje', 'južni Kiowa', so živeli v "Llano Estacado" (Staked Plains), Oklahoma Panhandle in Texas Panhandle, zavezniki Komančev).

Ko se je pritisk na ozemlja Kiowa v 1850-ih povečal, so se regionalne delitve spremenile. Pojavila se je nova regionalna skupina:
- Gwa-kelega ali Gúhàlēcáuigú ('Divji mustang Kiowa' ali 'Gúhàlē Kiowa', poimenovani so bili po velikih čredah mustangov na ozemlju skupine Kwahadi (Quohada) Komančev, to komanško skupino so poznali kot Gúhàlēgáu – 'Ljudje divjih mustangov', s katerimi so živeli v tesni bližini med zadnjim odporom proti beli naselitvi na Južnih ravnicah).

Po smrti vrhovnega poglavarja Dohäsana leta 1866 so se Kiowa politično razdelili na mirovno in vojno frakcijo. Vojne in mirovne skupine so se razvile predvsem glede na njihovo bližino Fort Sill (Xóqáudáuhága – 'Pri Medicine Bluff', dobesedno 'Skala pri zdravilu pri vojakih, ki so tam') in stopnjo interakcije.
Skupine Kiowa znotraj kroga šotorov med letnim plesom Sonca (imenovan Kc-to):
- Kâtá ali Qáutjáu ('Grizavci', dobesedno Arikara, ker so imeli močno trgovsko zgodovino z plemenom Arikara in so nekatere družine imele sorodnike Arikara; to je najmočnejša in največja skupina Kiowa)

- Kogui ali Qógûi ('Skupina losov')

- Kaigwa ali Cáuigú ('Pravi Kiowa')

- Kinep / Kí̱bi̱dau / Kíbìdàu ('Veliki ščiti') ali Khe-ate / Kí̱ːet / Kíèt ('Veliki ščit'), znani tudi kot Káugyabî̱dau / Kāugàbîdāu ('Velike kože / Ogrinjala')

- Semat / Sémhát ('Tatovi' ali 'Roparji', ime Kiowa za njihove zaveznike, Kiowa Apače, med Plesom sonca imenovano tudi Taugûi – 'Sedeči (na) zunaj')

- Soy-hay-talpupé / Sáuhédau-talyóp ('Modri fantje') ali Pahy-dome-gaw / Pái-dome-gú ('Moški pod soncem') (najmanjša skupina Kiowa)

Med Plesom sonca so imele nekatere skupine posebne obveznosti. Te so bile tradicionalno določene takole:
Kâtá so imeli tradicionalno pravico (dolžnost ali nalogo), da med Plesom sonca oskrbujejo Kiowa z dovolj bizonovega mesa in druge hrane. Ta skupina je bila še posebej bogata s konji, šotori in drugim blagom. Slavni glavni poglavarji Kiowa Dohäsan (Mala gora) in Guipago (Osamljeni volk) sta bila člani te skupine.
Kogui so bili odgovorni za izvajanje vojnih obredov med Plesom sonca. Obstajale so številne znane družine in voditelji, znani po svojih vojaških podvigih in pogumu, kot so Ad-da-te ("Otočan"), Satanta (Beli medved) in Kicking Bird in vojaška poglavarja Big Bow (Zepko-ete) in Stumbling Bear (Set-imkia).
Kaigwu so bili varuhi svetega ali medicinskega snopa (Tai-mé, Taimay) in svete sulice. Zato so bili spoštovani in so uživali poseben ugled.
Kinep ali Khe-ate so pogosto imenovali "Ščiti plesa sonca", ker so med plesom opravljali policijske dolžnosti in zagotavljali varnost. Tej skupini je pripadal poglavar Woman's Heart (Manyi-ten).
Semat so smeli sodelovati enakovredno, vendar niso imeli posebnih dolžnosti in obveznosti med plesom sonca.

### Sovražniki in vojaška kultura
Značilno za Indijance prerij v obdobju konjske kulture so bili Kiowa vojaško ljudstvo. Pogosto so se borili s sovražniki, tako s sosednjimi kot z oddaljenimi od svojega ozemlja. Kiowa so bili znani po svojih dolgih napadih, ki so se raztezali južno v Mehiko in severno na severne prerije. Skoraj vse vojskovanje je potekalo na konjih. Med sovražniki Kiowa so bili Šajeni, Arapaho, Navajo, Ute in občasno Lakota na severu in zahodu ozemlja Kiowa. Vzhodno od ozemlja Kiowa so se borili s Pawnee, Osage, Kickapoo, Kaw, Caddo, Wichita in Sac and Fox. Na jugu so se borili z Lipan Apači, Mescalero Apači, Chiricahua Apači(ki so jih Kiowa imenovali Do’-ko’nsenä’go, "Ljudje z zavitimi mokasini") in [[Tonkawa. Kiowa so se spopadali tudi z ameriškimi indijanskimi narodi iz jugovzhodnih in severovzhodnih gozdov, ki so bili prisilno preseljeni na indijansko ozemlje med obdobjem indijanske odstranitve, vključno s Cherokee, Choctaw, Creek in Chickasaw.
Šajeni in Arapaho so kasneje sklenili mir s Kiowa. Skupaj so oblikovali močno zavezništvo s Comanche in Kiowa Apači, da bi se borili proti vdirajočim belim naseljencem in ameriškim vojakom, pa tudi proti Mehičanom in mehiški vojski.
Kot drugi Indijanci prerij so imeli Kiowa specifične vojaške družbe. Mladi moški, ki so dokazali svojo pogum, spretnost ali pokazali svojo vrednost v bitki, so bili pogosto povabljeni v eno od vojaških družb. Poleg vojskovanja so družbe delovale tudi za ohranjanje miru v taboriščih in v celotnem plemenu. Med Kiowa je bilo šest vojaških družb. Po-Lanh-Yope (Mali zajci) je bila za dečke; vsi mladi dečki Kiowa so bili vpisani. Skupina je služila predvsem socialnim in izobraževalnim namenom, brez nasilja ali boja. Adle-Tdow-Yope (Mlade ovce), Tsain-Tanmo (Konjske naglavne kape), Tdien-Pei-Gah (Družba buč) in Ton-Kon-Gah (Črne noge ali gamaše) so bile odrasle vojaške družbe. Koitsenko (Qkoie-Tsain-Gah, Glavni psi ali Pravi psi) je sestavljalo deset najelitnejših bojevnikov vseh Kiow, ki so jih izvolili člani drugih štirih odraslih bojevniških družb.

Kiowa bojevniki so uporabljali kombinacijo tradicionalnega in netradicionalnega orožja, vključno z dolgimi sulicami, loki in puščicami, tomahawki, noži in bojnim kijem, pa tudi kasneje pridobljene puške, šibrenice, revolverje in konjeniške meče. Ščiti so bili izdelani iz trde bizonove kože, napete čez lesen okvir, ali pa so bili izdelani iz bizonove lobanje, kar je ustvarilo majhen, močan ščit. Ščiti in orožje so bili okrašeni s perjem, krznom in živalskimi deli, kot so orlovi kremplji za ceremonialne namene. 

### Koledarji Kiow
Ljudstvo Kiowa je etnologu Jamesu Mooneyju povedalo, da je bil prvi skrbnik koledarja v njihovem plemenu Mali Blef ali Tohausan, ki je bil glavni poglavar plemena od 1833 do 1866. Mooney je sodeloval tudi z dvema drugima skrbnikoma koledarja, Settanom (Mali Medved) in Ankopaaingyadete (Sredi mnogih sledi), splošno znanim kot Anko. Druga plemena prerij so vodila slikovne zapise, znane kot "zimsko štetje".
Sistem koledarja Kiow je edinstven: vsako leto so zabeležili dva dogodka, kar je omogočilo podrobnejši zapis in dvakrat več vnosov za katero koli dano obdobje. Silver Horn (1860–1940) ali Haungooah, je bil najbolj cenjen umetnik plemena Kiowa v 19. in 20. stoletju. Vodil je koledar in je bil v poznejših letih spoštovan verski vodja.

### Pogrebne prakse
V tradiciji Kiow je imela smrt močne povezave s temnimi duhovi in negativnimi silami, kar je pomenilo, da je bila smrt posameznika obravnavana kot travmatična izkušnja. Strah pred duhovi v skupnostih Kiow je izviral iz prepričanja, da so se duhovi običajno upirali koncu svojega fizičnega življenja. Verjeli so, da duhovi ostanejo okoli trupla ali njegovega pokopališča, pa tudi preganjajo nekdanje bivalne prostore in posesti. Verjeli so tudi, da preostali duhovi pomagajo spodbujati umirajoče, da preidejo iz fizičnega sveta v posmrtno življenje. Strah pred duhovi je viden v načinu obravnave lobanj, za katere so verjeli, da so vir negativne duhovne kontaminacije, ki je prinašala nevarnost živim. Zaradi strahov in tveganj, povezanih s smrtjo, so bile reakcije skupnosti takojšnje in silovite. Od družin in sorodnikov se je pričakovalo, da bodo izkazovali žalost z reakcijami, kot so jokanje, trganje oblačil in britje glave. Obstajajo tudi poročila o samopovzročenih telesnih ranah in odrezanih prstnih členkih. V procesu žalovanja se je od žensk in ovdovelega zakonca pričakovalo, da bodo bolj izraziti v svojem žalovanju.
Telo pokojnika je treba pred pokopom umiti. Tisti, ki umiva, zgodovinsko ženska, tudi počeše lase in naliči obraz mrtvega. Ko je telo obdelano, se pokop opravi takoj. Kadar je mogoče, se pokop opravi še isti dan, razen če smrt nastopi ponoči. V tem primeru se pokojnik pokoplje naslednje jutro. Hitri pokop naj bi zmanjšal tveganje, da bi duhovi ostali okoli pokopališča. Po pokopu je bila večina stvari pokojnika sežgana skupaj z njihovim tipijem. Če so si tipi ali hišo delili z družino, so se preživeli sorodniki preselili v novo hišo.

## Zgodovina
Kot člani jezikovne družine Kiowa-Tano so Kiowa v nekem oddaljenem času verjetno delili etnični izvor z drugimi plemeni te majhne jezikovne družine: TiwaTiwa, Tewa, Towa in drugimi. V zgodovinskih časih pa so Kiowa živeli v nabiralno-lovskem gospodarstvu, za razliko od stalno naseljenih pueblo družb drugih. Kiowa so imeli tudi kompleksno obredno življenje in razvili 'štetje zim' kot koledarje. Kiowa pripovedujejo o svojem izvoru blizu Missouri reke in "Black Hills". Vedeli so, da so jih na jug potisnili pritiski Siouxov.
Za najzgodnejšo zabeleženo — in pripovedovano — zgodovino Kiowa glej spodaj.
Po A'date so bili znani voditelji:
- Kiowa Dohäsan (Tauhawsin, Over-Hanging Butte, alias Little Mountain, alias Little Bluff);
- Satank (Set-ankea, Sitting Bear),
- Guipago (Gui-pah-gho, Lone Wolf The Elder, alias Guibayhawgu, Rescued From Wolves),
- Satanta (Set-tainte, White Bear),
- Tene-angopte (Kicking Bird), Zepko-ete (Big Bow),
- Set-imkia (Stumbling Bear),

[Manyi-ten (Woman's Heart), 
- Napawat (No Mocassin),
- Mamanti (Walking-above),
- Tsen-tainte (White Horse),
- Ado-ete (Big Tree).[23]

Dohasan, ki je znan tudi kot Touhason, velja za mnoge za največjega poglavarja Kiowa (1805–1866), saj je združil in vladal Kiowam 30 let. Podpisal je več pogodb z Združenimi državami, vključno s pogodbo iz Fort Atkinsona z dne 27. julija 1852 in pogodbo iz Arkansasa iz leta 1865. Guipago je postal poglavar Kiowov, ko ga je Dohosan (Mali Blef) imenoval za svojega naslednika. Guipago in Satanta sta, skupaj s starim Satankom, vodila vojskujočo se frakcijo naroda Kiowa, medtem ko sta Tene-angopte in Napawat vodila miroljubno stranko.
Leta 1871 so Satank, Satanta in Veliko drevo (vojni poglavar)| (v nekaterih dokumentih prevedeno kot Addo-etta) pomagali voditi napad na pratež. Aretirali so jih vojaki Združenih držav in jih prepeljali v Jacksboro v Teksasu. Na poti, blizu Fort Silla, Indijanskega ozemlja, je Satank z nožem ubil vojaka in bil ustreljen s strani konjenikov, ko je poskušal pobegniti. Satanta in Veliko drevo sta bila kasneje obsojena umora s strani "kavbojske porote".
Septembra 1872 se je Guipago srečal s Satanto in Ado-etejem, obisk je bil eden od Guipagovih pogojev za sprejetje prošnje za potovanje v Washington in srečanje s predsednikom Grantom za mirovne pogovore. Guipago je sčasoma dosegel izpustitev obeh ujetnikov septembra 1873. Guipago, Satanta, Set-imkia, Zepko-ete, Manyi-ten, Mamanti, Tsen-tainte in Ado-ete so vodili kiowske bojevnike med "Bivoljo vojno" ob Rdeči reki, skupaj s komaškimi zavezniki, poleti (junij–september) 1874. Predali so se po bitki pri Palo Duro Canyonu. Tene-angopte je moral izbrati 26 kiowskih poglavarjev in bojevnikov za deportacijo; Satanta je bil poslan v zapor v Huntsville, Alabama, medtem ko so bili Guipago, Manyi-ten, Mamanti, Tsen-tainte in drugi poslani v St. Augustine, Florida, v takrat znani Fort Marion. Tene-angopte, preklet s strani "zdravilca" Mamantija, je umrl maja 1875; Satanta je storil samomor v Huntsvilleu oktobra 1878. Guipago, ki je zbolel za malarijo, je bil zaprt v Fort Sillu, kjer je umrl leta 1879.
Kipar James Earle Fraser, naj bi dejal, da je bil poglavar Veliko drevo (Adoeette) eden od njegovih modelov za ameriški kovanec; kovan je bil od 1913 do 1938.

### Zgodnja zgodovina in selitev na jug
Kiowe so se pojavile kot ločeno ljudstvo v svoji prvotni domovini v severnem porečju reke Missouri. V iskanju več ozemelj so Kiowe okoli leta 1650 potovale proti jugovzhodu do "Black Hills" v današnji Južni Dakoti in Wyomingu. V regiji Black Hills so Kiowe mirno živele ob Indijancih Vranah, s katerimi so dolgo ohranjale tesno prijateljstvo, se organizirale v 10 skupin in štele okoli 3.000 pripadnikov. Pritisk Chippewa plemen na severnih gozdovih in robu velikih ravnic v Minnesoti je prisilil Šajene, Arapahe in kasneje Siouxe proti zahodu na ozemlje Kiow okoli Black Hills. Kiove so na jug potisnili invazivni Šajeni, ki so jih nato Sioux potisnili proti zahodu iz Black Hillsa. V svoji zgodnji zgodovini so Kiowe potovale s psi, ki so vlekli njihove stvari, dokler niso s trgovino in napadi s Španci in drugimi indijanskimi narodi na jugozahodu pridobili konje.
Sčasoma so si Kiowe z Komanči delile obsežno ozemlje, imenovano Komančerija, na osrednjih in južnih velikih ravnicah v zahodnem Kansasu, vzhodnem Koloradu, večini Oklahome, vključno s panhandleom in Llano Estacado v Texas Panhandlu in vzhodni Novi Mehiki. Tesen odnos med obema plemenoma se je začel v zgodnji pomladi leta 1790 na kraju, ki je postal Las Vegas, Nova Mehika, ko je skupina Kiow, ki jo je vodil vojaški vodja Guikate, ponudila mir skupini Komančev, medtem ko sta oba obiskovala dom skupnega prijatelja obeh plemen. To je privedlo do kasnejšega srečanja med Guikatejem in glavnim poglavarjem Nokoni Komančev. Obe skupini sta sklenili zavezništvo za delitev istih lovišč in vstopili v pakt o medsebojni obrambi ter postali prevladujoči prebivalci južnih ravnic. Od takrat naprej so Komanči in Kiowe lovili, potovali in se skupaj bojevali. Poleg Komančev so Kiowe sklenile zelo tesno zavezništvo z Kiowa Apači (Kiowa-Apači), pri čemer sta si oba naroda delila velik del iste kulture in sodelovala na medsebojnih letnih sejah sveta in dogodkih. Močno zavezništvo južnih prerijskih narodov je preprečilo Špancem, da bi si pridobili močno kolonialno oblast na južnih ravnicah.

### Indijanske vojne
V zadnjih letih 18. stoletja in v prvi četrtini 19. stoletja so se Kiowe malo bale evropskih sosedov. Kiowe so se razprostirale severno od gorovja Wichita. Kiowe in Komanči so nadzorovali obsežno ozemlje od reke Arkansas do reke Brazos. Sovražniki Kiow so bili običajno sovražniki Komančev. Na vzhodu je potekala vojna z Osagi in Pawneeji.
V začetku 19. stoletja so se Cheyenne in Arapaho začeli utaboriti ob reki Arkansas in izbruhnila je nova vojna. Na jugu Kiow in Komančev so bili govorci Caddoan, vendar so bili Kiowe in Komanči prijateljski do teh skupin. Komanči so bili v vojni z Apači iz regije Rio Grande.
Borili so se s Cheyenne in Arapaho, Pawnee, Sac in Fox ter Osagi.
Poleti 1833 so Osagi napadli izpostavljeno taborišče Kiow blizu Head Mountaina v Oklahomi. Kiowe so izgubile veliko starih ljudi, otrok in žensk. Glave so bile odrezane in postavljene v kotle. Med tem "pokolom grl" so Osagi zajeli tudi sveti Tai-me (figuro plesa sonca Kiow). Kiowe niso mogle izvajati plesa sonca do vrnitve Tai-meja leta 1835.:33 Dohasan je zamenjal starega poglavarja Kiow, saj ni predvidel nevarnosti.:259
Kiowe so trgovale z Wichitami južno ob Rdeči reki in z Mescalero Apači ter Novomehičani na jugozahodu. Po letu 1840 so se oni in njihovi nekdanji sovražniki Šajeni, pa tudi njihovi zavezniki Komanči in Kiowa-Apači borili in napadali vzhodne domorodce, ki so se selili na indijansko ozemlje.
Od leta 1821 do 1870 so se Kiowe pridružile Komančem v napadih, predvsem za pridobivanje živine, ki so segali globoko v Mehiko in povzročili smrt tisočev ljudi."Tujerodna vojna Komančev." Great Plains Journal. Letn. 24–25, 1985–1986, str. 21</ref>

### Kolonialni prehod
Leta od 1873 do 1878 so zaznamovala drastično spremembo v življenjskem slogu Kiowov. Junija 1874 so Kiowe, skupaj s skupino komanških in šajenskih bojevnikov, zadnjič protestirali proti evropskim zavojevalcem v bitki pri Adobe Walls v Teksasu, ki se je izkazala za neuspešno. Leta 1877 so bile zgrajene prve hiše za indijanske poglavarje in začel se je načrt za zaposlovanje Indijancev pri Agenciji. Trideset Indijancev je bilo najetih za oblikovanje prve policijske sile na rezervatu.
Kiowe so se strinjali, da se naselijo v rezervatu v jugozahodni Oklahomi. Nekatere skupine Kiowov so ostale na prostosti do leta 1875. Nekatere skupine Lipan Apačev in Mescalero Apačev, z nekaterimi Komanči v svoji družbi, so se obdržale v severni Mehiki do zgodnjih 1880-ih, ko so jih mehiške in ameriške vojaške sile pregnale v rezervate ali v izumrtje. Z mirovno pogodbo iz Medicine Lodgea leta 1867 so se Kiowe naselile v zahodni Oklahomi in Kansasu.
Bili so prisiljeni preseliti se južno od reke Washita do reke Red in zahodne Oklahome s Komanči in plemenom Kiowa-Apache. Prehod iz svobodnega življenja prerijskih ljudi v omejeno življenje rezervata je bil za nekatere družine težji kot za druge.

### Obdobje rezervata
Obdobje rezervata je trajalo od 1868 do 1906. Leta 1873 je kveker Thomas C. Battey ustanovil prvo šolo med Kiowami. Leta 1877 je zvezna vlada zgradila prve domove za indijanske poglavarje in začela načrt za zaposlovanje Indijancev. 30 Indijancev je bilo najetih za oblikovanje prve policijske sile na rezervatu. Leta 1879 je bila agencija preseljena iz Ft. Silla v Anadarko. Popis prebivalstva iz leta 1890 je pokazal 1.598 Komančev v rezervatu Fort Sill, ki so ga delili z 1.140 Kiowami in 326 Kiowa Apači.
Sporazum, sklenjen s "Cherokee Commission", ki so ga 28. septembra 1892 podpisali 456 odraslih moških Kiow, Komančev in Kiowa Apačev, je odprl pot za odprtje dežele belim naseljencem. Sporazum je predvideval dodelitev 160 akrov (en aker je 0,40468 ha) vsakemu posamezniku v plemenih in prodajo zemljišč rezervata (2.488.893 akrov) Združenim državam – kar naj bi začelo veljati takoj po ratifikaciji s strani Kongresa, čeprav je pogodba iz Medicine Lodgea iz leta 1867 zagotavljala indijansko posest rezervata do leta 1898. Indijanski podpisniki so želeli, da se njihova imena prečrtajo, vendar je bilo prepozno. A'piatan je kot vodja odšel v Washington protestirat. Poglavar Lone Wolf the Younger je takoj vložil postopek proti zakonu na Vrhovnem sodišču, vendar je sodišče odločilo proti njemu v zadevi Lone Wolf proti Hitchcock (1903).
Agenti so bili dodeljeni ljudem Kiowa.

### Sodobno obdobje
Od leta 1968 Kiowe upravlja Plemenski svet Kiowa, ki predseduje poslovanju, povezanemu z zdravjem, izobraževanjem ter programi gospodarskega in industrijskega razvoja.
13. marca 1970 je indijansko pleme Kiowa iz Oklahome pripravilo svojo ustavo in statut, ki so ju volivci Kiowa ratificirali 23. maja 1970. Trenutna ustava je bila potrjena leta 2017.
Leta 1998 je Vrhovno sodišče ZDA v pomembni odločitvi Kiowa Tribe of Oklahoma proti Manufacturing Technologies, Inc. razsodilo, da indijanska plemena ohranijo svojo suvereno imuniteto kot narodi pred zasebnimi tožbami brez njihovega soglasja, tudi pri transakcijah zunaj rezervata, kjer se tej imuniteti ne odpovejo.
Od 2000 je več kot 4.000 od 12.500 vpisanih Kiow živelo v bližini mest Anadarko, Fort Cobb in Carnegie, v okrožjih Caddo in Kiowa v Oklahomi. Kiowe prebivajo tudi v mestnih in primestnih skupnostih po Združenih državah, saj so se preselili na območja z več delovnimi mesti. Vsako leto veterani Kiow obeležujejo bojeviti duh voditeljev iz 19. stoletja s plesi, ki jih izvajata Kiowa Gourd Clan in Kiowa Black Leggings Warrior Society. Kulturna identiteta in ponos Kiow sta očitna v njihovi izrazni kulturi in močnem vplivu na ples Gourd Dance in umetnost Južnih ravnic.